# Do Ji-han
Đây là một tên người Triều Tiên, họ là Do.
Do Ji-han (Ngạn văn: 도지한, Hán-Việt: Đô Chi Hàn), tên thật là Do Geum-mo (Ngạn văn: 도금모, Hán-Việt: Đô Kim Mô, sinh ngày 24 tháng 9 năm 1991), là một nam diễn viên người Hàn Quốc thuộc sự quản lý của công ty Yuleum Entertainment.
Do Ji-han nhận được sự chú ý nghiêm túc đầu tiên từ công chúng khi tham gia bộ phim truyền hình tình huống Real School! Lưu trữ ngày 25 tháng 2 năm 2011 tại Wayback Machine của đài MBC Every 1.

## Danh sách phim

### Phim điện ảnh
- My Way (2011)
- The Neighbors (2012)
- Tower (2012)

### Phim truyền hình
| Năm  | Tựa đề                                                                      | Vai diễn                     | Kênh        |
| ---- | --------------------------------------------------------------------------- | ---------------------------- | ----------- |
| 2009 | The Queen Returns Lưu trữ ngày 17 tháng 2 năm 2010 tại Wayback Machine      |                              | KBS2        |
| 2009 | Will it Snow at Christmas?                                                  |                              | SBS         |
| 2010 | Merchant Kim Man-deok Lưu trữ ngày 28 tháng 10 năm 2012 tại Wayback Machine |                              | KBS1        |
| 2011 | Real School! Lưu trữ ngày 25 tháng 2 năm 2011 tại Wayback Machine           |                              | MBC Every 1 |
| 2012 | Can't Live Without You                                                      |                              | MBC         |
| 2013 | Incarnation of Money                                                        |                              | SBS         |
| 2016 | Hoa Lang (phim truyền hình Hàn Quốc)                                        | Ban Ryu                      | KBS2        |
| 2018 | Lang quân 100 ngày                                                          | Dong Joo - cận vệ của Thế tử | TvN         |

### Video âm nhạc
- 1440 (Heo Gak) (2013)